# Brunnen-Realschule Bad Cannstatt
Die Brunnen-Realschule ist eine Realschule in Stuttgart-Bad-Cannstatt.

## Geschichte
Die Brunnenrealschule wurde am 10. Mai 1875 als Cannstatter Mädchenmittelschule gegründet, in der die Mädchen der bürgerlichen Mittelschicht eine Ausbildung erhalten sollten, die sie auf ihre späteren Aufgaben vorbereiten sollte. Das konnte durchaus auch das Führen eines Geschäftshaushalts bedeuten. Vielen Familien in Cannstatt waren die Höheren Töchterschulen vor Ort zu teuer, daher beschlossen sie eine Mittelschule zu gründen. Diese hatte bereits in ihrem Gründungsjahr vier Klassen und 159 Schülerinnen, die von drei Lehrerinnen und einem Lehrer unterrichtet wurden. 1876 wurde eine weitere Klasse unter einem weiteren Lehrer eingerichtet.
Der Unterricht begann morgens um 8 Uhr und endete bereits um 11 Uhr. Nach der Mittagspause kamen die Schülerinnen meist für zwei Stunden zum Nachmittagsunterricht in die Schule zurück. Unterrichtet wurde auch am Samstag, nur der Sonntag war frei. Neben Lesen, Schreiben, Rechnen und Religion, den Fächern der Volksschulen, wurde ab der dritten Klasse Französisch, später auch Englisch unterrichtet. Außerdem standen ab der dritten Klasse Realien und Zeichnen auf dem Lehrplan. Alle Klassen hatten daneben vier Handarbeitsstunden in der Woche.
Im Gründungsjahr befand sich die Schule in einem Gebäude in der Hofener Straße 5, einem Privathaus, das von dem Fabrikanten Pappenheimer zur Verfügung gestellt worden war. Zwei Jahre später übersiedelte die Schule in die Brunnenstraße. In dem Gebäude war auch die Frauenarbeitsschule untergebracht, wo die jungen Frauen nähen lernen konnten, um sich ihren Lebensunterhalt zu verdienen. 1895 wurde dort auch eine Fortbildungsschule für Mädchen eingerichtet, der Vorläufer der Berufsschulen. Die Brunnenrealschule war also von Beginn an stark mit der Berufsausbildung für Mädchen verknüpft.

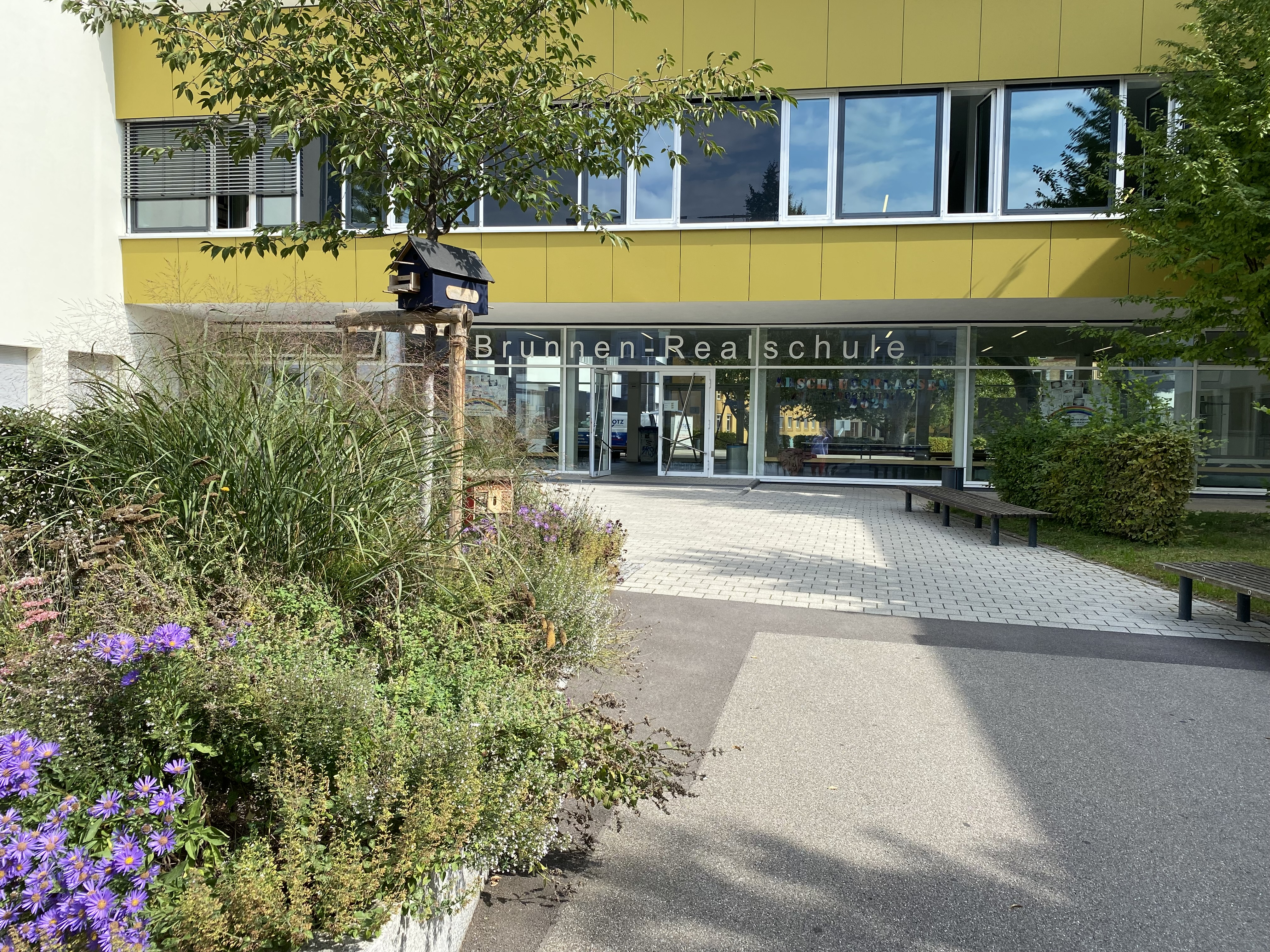
Brunnen-Realschule Vorderansicht

Die Schule wurde 1890 bereits von 358 Schülerinnen besucht und erhielt zusätzliche Räume in verschiedenen Gebäuden in der Nähe. Die Berufsausbildung wurde verstärkt, es wurde auch Maschinenschreiben und Buchführung unterrichtet. Und die achte und neunte Klasse wurde eingeführt.
Nach dem Ersten Weltkrieg, in dem der Unterricht nur sporadisch stattfinden konnte, wurde die Mittelschule umstrukturiert. Die vierjährige Grundschule wurde organisatorisch ausgegliedert. Die Mittelschule selber wurde 5-jährig.
Ab 1926 konnten die besonders begabten Mädchen nach besonderen Aufbauklassen die Mittlere Reife ablegen. Erst 1941 wurde dieser Abschluss für alle Mädchen nach der sechsten Klasse eingeführt.
Während des Zweiten Weltkriegs wurden die Gebäude der Schule fast vollständig zerstört und die Schülerinnen wurden aufs Land umquartiert, wo der Unterricht aber nur in verkürzter Form angeboten werden konnte.
Nach dem Krieg wurde die Mädchen-Mittelschule aus Platzgründen mit der Cannstatter Mittelschule für Jungen zusammengelegt. Der Unterricht fand in unterschiedlichen Gebäuden statt, die über ganz Bad Cannstatt verteilt waren. Erst 1947 konnten die 818 Schüler und Schülerinnen wieder in die Räume der Jungen-Mittelschule, der heutigen Jahn-Realschule. Dort musste aufgrund der Raum- und Lehrerknappheit im Schichtbetrieb unterrichtet werden.
!953 wurden die Jungen und Mädchen wieder getrennt, den gemeinsamen Unterricht sah man als kriegsbedingte Notlösung an. Die Jungen blieben in ihrer Schule und die Mädchen mussten wieder, da ihre Schule zerstört war, in Räumlichkeiten unterrichtet werden, die über das gesamte Cannstatter Stadtgebiet verteilt waren.
Vier Jahre später wurde dann endlich die neu gebaute Mädchen-Mittelschule am heutigen Standort eingeweiht. Sie war die größte Mädchen-Mittelschule in Stuttgart.
Den Namen Cannstatter Mädchen-Realschule erhielt die Schule 1966. Mit der Einführung der Koedukation 1974 erhielt die Schule den Namen Brunnen-Realschule, wegen ihrer ehemaligen Lage an der Brunnenstraße.

## Standort und Architektur
Die Schule befindet sich in Stuttgart-Bad-Cannstatt an der Ecke Schmidener Straße und Wilhelmstraße. 
Der heutige Bau wurde 1957 eingeweiht. 

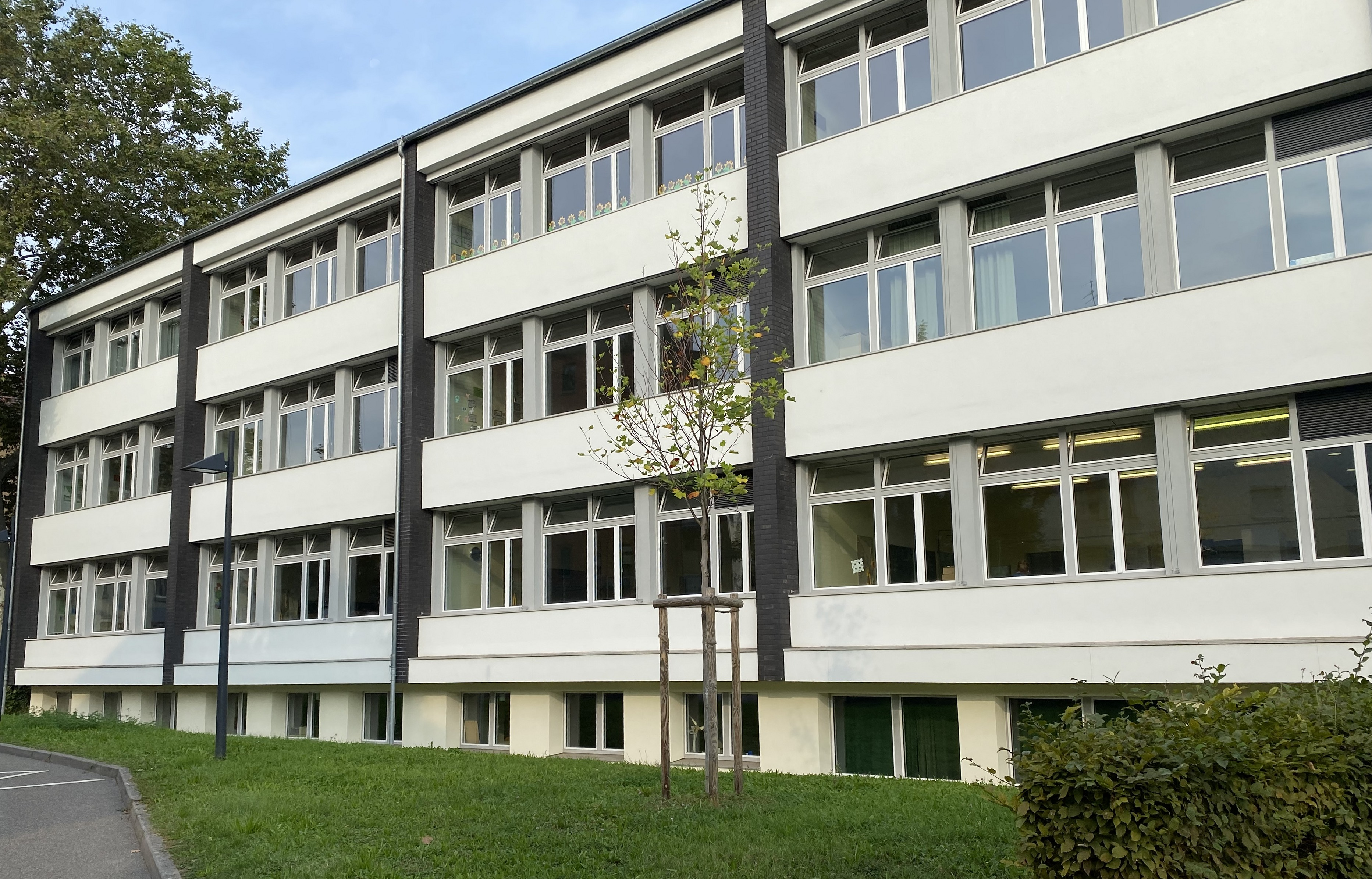
Brunnen-Realschule Seitenflügel

## Schulprofil
Laut dem Leitbild der Brunnen-Realschule sollen die Schüler und Schülerinnen die Schule als handlungskompetente Jugendliche mit ethischer Verantwortung verlassen.
Die deutsche Sprache gilt als Unterrichtsprinzip.
In der fünften Klasse gibt es das Fach Lernen lernen. Im Fach Lebenskunde erhalten die Schüler und Schülerinnen zum Beispiel eine finanzielle Grundbildung. Thema sind auch die Sucht- und Drogenprävention und die Grundlagen von Anstand und Benehmen. 
Ab der siebten Klasse können die Schüler und Schülerinnen wählen zwischen Französisch, Technik und AES (Alltagskultur, Ernährung, Soziales). In der achten Klasse gibt es das Profil AC (Assessment Center), in dem die Schüler und Schülerinnen entsprechend ihren Kompetenzen gezielt gefördert werden.

## Außerschulische Angebote
Die Schule bietet eine Ganztagesbetreuung.
Die Brunnen-Realschule kooperiert mit Unternehmen und sozialen Einrichtungen. Zur Förderung von Schülern und Schülerinnen arbeitet die Schule mit dem Chancenwerk zusammen, einem gemeinnützigen Verein zur Lernförderung.